# ديفيد غودال (رسام)
ديفيد غودال (بالإنجليزية: David Goodall)‏ هو دبلوماسي ورسام بريطاني، ولد في 9 أكتوبر 1931، وتوفي في 22 يوليو 2016.